# كارل فوغارتي
كارل فوغارتي (بالإنجليزية: Carl Fogarty)‏ مواليد 1 يوليو 1965 في لانكشر، إنجلترا، هو متسابق دراجات نارية بريطاني سابق فاز ببطولة العالم للسوبربايك. نافس في سباقات بطولة العالم لفئة 500 سي سي. كما شارك في كأس جزيرة مان السياحية.

## البطولات
- بطولة العالم للسوبربايك 1994
- بطولة العالم للسوبربايك 1995
- بطولة العالم للسوبربايك 1998
- بطولة العالم للسوبربايك 1999

## وصلات خارجية
- كارل فوغارتي على موقع MotoGP.com (الإنجليزية)
- كارل فوغارتي على موقع WorldSBK.com (الإنجليزية)

- الموقع الإلكتروني